# Bauhaus-Galan 2017
Il Bauhaus-Galan 2017 è stato la 51ª edizione dell'annuale meeting di atletica leggera che si è disputato nella città di Stoccolma in Svezia, allo Stadio Olimpico il 18 giugno 2017. Il meeting è stato anche la sesta tappa della IAAF Diamond League 2017.

## Programma
| # | Orario | Specialità         |
| - | ------ | ------------------ |
| 1 | 15:20  | Lancio del disco   |
| 2 | 16:03  | 400 metri ostacoli |
| 3 | 16:33  | 400 metri          |
| 4 | 16:50  | Salto in lungo     |
| 5 | 16:52  | 3000 metri siepi   |
| 6 | 17:18  | 110 metri ostacoli |
| 7 | 17:18  | 1500 metri         |
| 8 | 17:40  | 100 metri          |

| # | Orario | Specialità       |
| - | ------ | ---------------- |
| 1 | 15:20  | Lancio del disco |
| 2 | 15:38  | Salto con l'asta |
| 3 | 16:07  | Salto in alto    |
| 4 | 17:08  | 200 metri        |
| 5 | 17:53  | 800 metri        |

     Specialità valide per la Diamond League

## Risultati

### Uomini
| Specialità       |                     | Prestazione | 2º classificato      | Prestazione | 3º classificato        | Prestazione |
| 100 m            | Andre De Grasse     | 9"69        | Ben Youssef Meïté    | 9"84        | Ryan Shields           | 9"89        |
| 400 m            | Steven Gardiner     | 44"58       | Baboloki Thebe       | 44"99       | Kévin Borlée           | 45"47       |
| 1500 m           | Timothy Cheruiyot   | 3'30"77     | Alsadik Mikhou       | 3'31"49     | Aman Wote              | 3'31"63     |
| 3000 m siepi     | Soufiane el-Bakkali | 8'15"01     | Yemane Haileselassie | 8'18"29     | Nicholas Kiptanui Bett | 8'21"98     |
| 110 m ostacoli   | Orlando Ortega      | 13"09       | Sergej Šubenkov      | 13"10       | Shane Brathwaite       | 13"25       |
| 400 m ostacoli   | Karsten Warholm     | 48"82       | Rasmus Mägi          | 49"16       | Yasmani Copello        | 49"18       |
| Salto in lungo   | Luvo Manyonga       | 8.36 m      | Ruswahl Samaai       | 8.29 m      | Radek Juška            | 8.09 m      |
| Lancio del disco | Fedrick Dacres      | 68.36 m     | Daniel Ståhl         | 68.13 m     | Andrius Gudžius        | 68.29 m     |

### Donne
| Specialità       |                    | Prestazione | 2º classificato    | Prestazione | 3º classificato  | Prestazione |
| 200 m            | Murielle Ahouré    | 22"68       | Crystal Emmanuel   | 22"69       | Rebekka Haase    | 22"76       |
| 800 m            | Francine Niyonsaba | 1'59"11     | Lovisa Lindh       | 1'59"41     | Selina Büchel    | 1'59"66     |
| Salto in alto    | Marija Lasickene   | 2.00 m      | Kamila Lićwinko    | 1.97 m      | Sofie Skoog      | 1.94 m      |
| Salto con l'asta | Nicole Büchler     | 4.65 m      | Angelica Bengtsson | 4.65 m      | Robeilys Peinado | 4.65 m      |
| Lancio del disco | Yaimé Pérez        | 67.92 m     | Sandra Perković    | 67.75 m     | Nadine Müller    | 65.74 m     |